# جبل كيلاش
كَيْلَاشُ (بالهندستانية: کیلاش؛ بالتبتية: གངས་རིན་པོ་ཆེ؛ بالصينية: 冈仁波齐峰) جبل طوله 6,638 متر يقع في منطقة التبت ذاتية الحكم، الصين.
يقع الجبل بالقرب من بحيرة مانسروار وبحيرة راكشستال وعلى مقربة من مصدر بعض أطول أنهار آسيا مثل نهر السند، نهر ستلج، نهر براهمابوترا ونهر كاكرة (أحد روافد نهر الكنك).
الجبل مقدس في 4 ديانات وهم بون،البوذية،الهندوسيةو الجاينية.